# Inundacions i esllavissades de fang de Rio de Janeiro de 2011

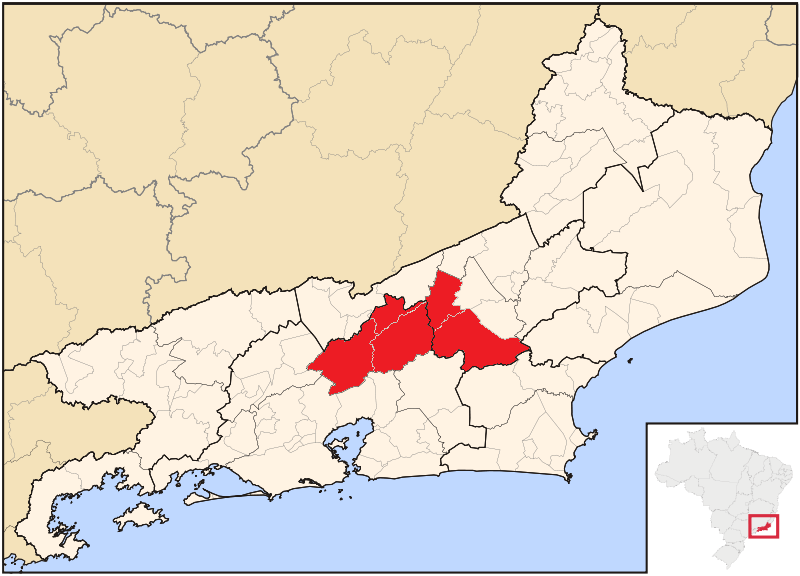
Ubicació de les ciutats més afectades. D'esquerra a dreta: Petròpolis, São José do Vale do Rio Preto, Teresópolis, Sumidouro i Nova Friburg.

Les inundacions i esllavissades de fang de 2011 a Rio de Janeiro van afectar l'estat de Rio de Janeiro, al sud-est del Brasil, el gener del 2011. Les ciutats més afectades foren Petròpolis, Teresópolis, Sumidouro i Nova Friburg.
Fins al moment les autoritats han comptabilitzat 871 morts i 420 desapareguts, a part de molts damnificats a la regió serrana de l'estat brasiler de Rio de Janeiro.
Les fortes pluges, amb inundacions, lliscaments de terra i pèrdues materials i de vides humanes, són freqüents a les regions tropicals brasileres cada estiu. L'estat de Rio de Janeiro també es va enfrontar a inundacions el gener i l'abril de 2010. En resposta als esdeveniments de 2011, la presidenta Dilma Rousseff va anunciar la destinació de 780 milions de reals per reconstruir les ciutats afectades. El govern de l'estat de Rio de Janeiro va concentrar els seus recursos en el rescat de les víctimes enterrades i en la desobstrucció dels carrers, i va demanar auxili a la Marina del Brasil i a Òrgans de l'Administració Pública Federal.
L'estilista Daniela Conolly va ser una de les víctimes del desastre.